# Гарнет Волслі, 1-й віконт Волслі
Фельдмаршал Гарнет Джозеф Волслі, 1-й віконт Волслі (англ. Garnet Wolseley) KP, GCB, ОМ, GCMG, PC (4 червня 1833 , Дублін  — 25 березня 1913 , Ментона ) — англо-ірландський офіцер британської армії, що став одним із найвпливовіших і шанованих британських генералів після низки успіхів у Канаді, Західній Африці та Єгипті, після чого він відіграв центральну роль у модернізації британської армії задля підвищення її ефективності.
Волслі вважається одним із найвидатніших героїв війни Британської імперії епохи Нового імперіалізму, які отримали нагороди. Брав участь у воєнних кампаніях у Бірмі, Китаї, Канаді та Кримській війні, повстанні сипаїв у Вндії, а також по всій Африці, включаючи кампанію Ашанті (1873—1874) та Нільську експедицію проти Махдистського Судану в 1884—1885 роках. Волслі обіймав посаду головнокомандувача збройними силами з 1895 по 1900 рік. Його репутація ефективного працівника призвела до появи англійської фрази наприкінці XIX століття «все, сер Гарнет», що означає «все в порядку». 

## Походження та навчання
Лорд Волслі народився 1833 року старшим сином у відомій англо-ірландській родині в Дубліні майора Гарнета Джозефа Волслі з лінійного піхотного полку King's Own Scottish Borderers та Френсіс Енн Волслі (уродженої Сміт). Волслі були давньою землевласницькою родиною у Волселі, графство Стаффордшир, яка має тисячолітню історію. Волслі народився в Голден-Брідж-Хаус, резиденції родини його матері. Його дідом по батьковій лініх був преподобний Вільям Волслі, ректор Таллікорбета, і третій син сера Річарда Волслі, 1-го баронета, який засідав у Палаті громад Ірландії від Карлоу.
Місцем проживання родини була гора Волслі в графстві Карлоу. Гарнет Джозеф Волслі мав чотирьох молодших сестер і двох молодших братів, Фредеріка Волслі (1837—1899) та сера Джорджа Волслі (1839—1921)./
Батько Волслі помер у 1840 році на 63-му році життя, залишивши свою вдову та сімох дітей на свою армійську пенсією. На відміну від інших хлопців у його класі, Волслі не відправили до Англії, щоб навчатися у школі Герроу чи коледжі в Ітоні, він навчався в місцевій школі в Дубліні. Сімейні обставини змусили Волслі покинути школу, коли йому було 14 років, і він знайшов роботу в офісі геодезиста, що допомогло йому отримувати зарплату та продовжувати вивчати математику та географію самостійно.

## Початок військової кар'єри
Гарнет Джозеф Волслі спочатку мріяв про кар'єру в церкві, але його фінансове становище означало, що йому потрібен був багатий покровитель, щоб підтримати таку ініціативу. Замість цього він шукав можливість вивчитися на офіцера. Не маючи змоги дозволити собі навчання в Королівському військовому коледжі у Сандгерсті або купити комісію, Волслі написав своєму співвітчизнику з Дубліна, фельдмаршалу 1-му герцогу Веллінгтону Артуру Веллслі, з проханням про допомогу. Веллінгтон, тодішній головнокомандувач збройними силами, пообіцяв допомогти хлопцю, коли йому виповниться 16 років. Однак Веллінгтон, очевидно, не помітив його й не відповів на інший лист, надісланий Джозефом Волслі у 17-річному віці. Тому хлопець безуспішно звернувся до його секретаря, лорда Фіцроя Сомерсета. На той час британська армія відновлювалася після значних втрат під час останньої війни в Південній Африці, і Волслі написав Сомерсету: «Я буду готовий розпочати військову службу в найкоротший термін, якщо ваша світлість захоче призначити мене до полку, який зараз перебуває на фронті». Тоді його мати написала герцогу, щоб оскаржити прохання сина, утім 12 березня 1852 року 18-річного Волслі було призначено прапорщиком у 12-му Саффолкському полку, на знак визнання служби його батька.
Через місяць після початку служби у складі 12-го піхотного полку, 13 квітня 1852 року Волслі перейшов до 80-го піхотного полку, з яким він брав участь у Другій англо-бірманській війні.  19 березня 1853 року під час атаки на Донабю Гарнет Джозеф Волслі був важко поранений в ліве стегно кулею джінгала , про що згадується в депешах. Підвищений у лейтенанти 16 травня 1853 року і повернувшись додому інвалідом, Волслі перевівся до 84-го піхотного полку 27 січня 1854 року, а потім до 90-го легкого піхотного полку, який на той час дислокувався в Дубліні 24 лютого 1854 року.  29 грудня 1854 року Джозеф Волслі отримав звання капітана.

## Кримська війна
Волслі супроводжував полк до Криму і висадився в Балаклаві в грудні 1854 року. Його обрали помічником командира інженерних військ у складі корпусу королівських інженерів під час облоги Севастополя. Волслі ніс військову службу протягом усієї облоги, де був поранений у «Каменоломнях» 7 червня 1855 року, а потім знову в окопах 30 серпня 1855 року, втративши око. 
Після падіння Севастополя Волслі був прийнятий на службу до штабу генерал-квартирмейстера, допомагаючи у відправці військ, боєприпасів та продовольства, і був одним з останніх британських військовиків, які покинули Кримський півострів у липні 1856 року . За свої заслуги капітан Волслі двічі згадувався в депешах, отримав військову медаль, французький Орден Почесного легіону 5-го ступеня та турецький орден Меджиді 5-го ступеня.
Через шість місяців після приєднання до 90-го піхотного полку в Олдершоті Гарнет Джозеф Волслі у березні 1857 року був відправлений на фронт другої опіумної війни.  Під час подорожі, транспортне судно Transit, на якому перебували військовики, зазнало аварії в протоці Банка. Усі британські армійці були врятовані, але лише з особистою зброєю та мінімальною кількістю боєприпасів. Їх доставили до Сінгапуру, а звідти відправили до Калькутти для придушення повстання сипаїв у Індії.

## Індійське повстання 1857 року

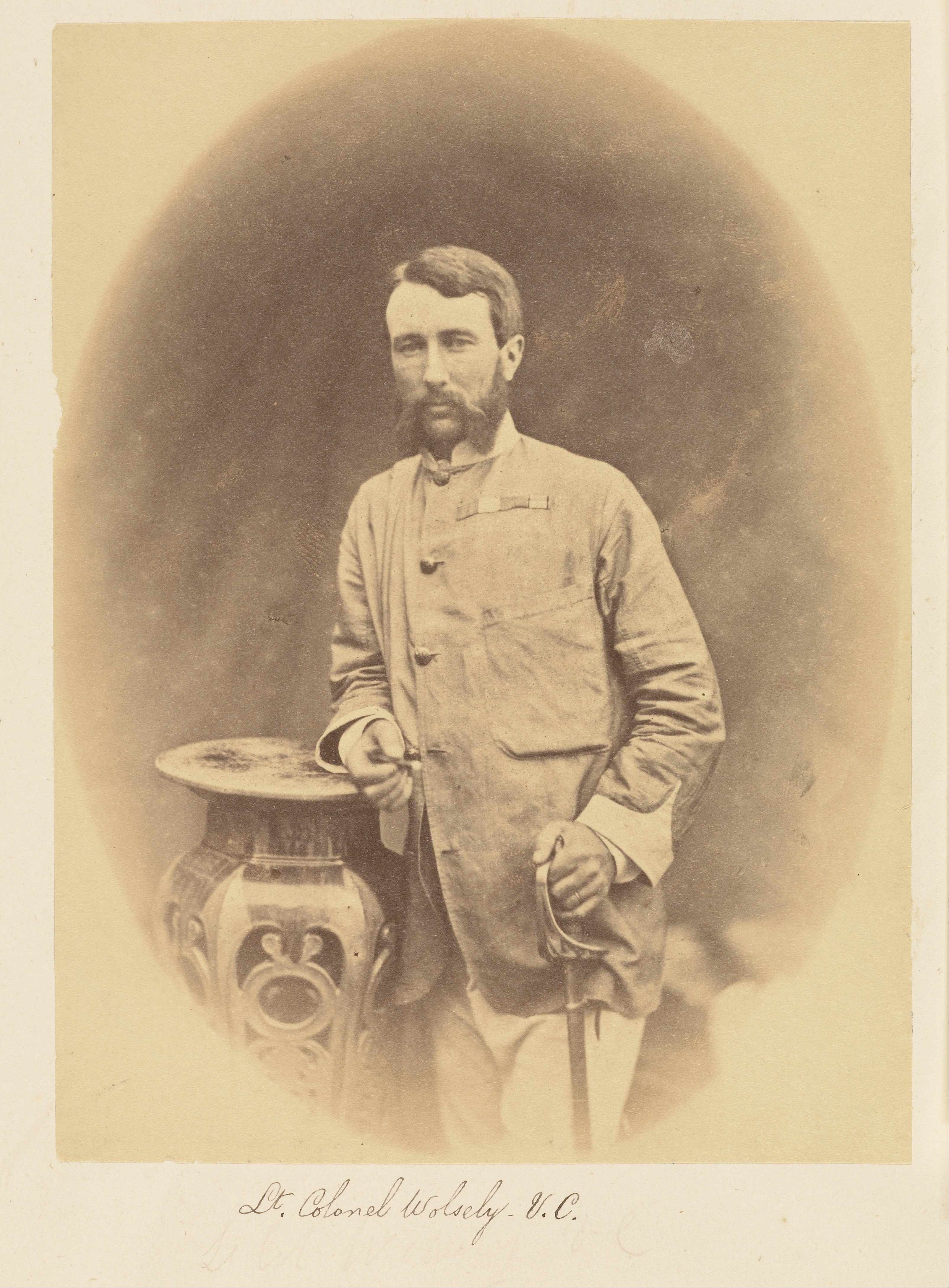
Підполковник Волслі в Індії, картина художника Фелікса Беато, 1858—1859

Волслі відзначився під час оборони Лакгнау під командуванням сера Коліна Кемпбелла в листопаді 1857 року та під час оборони позиції в Аламбагу під командуванням Оутрама , беручи участь у діях 22 грудня 1857 року, 12 січня 1858 року та 16 січня 1858 року, а також у відбитті великої атаки 21 лютого 1858 року. Тогорічного березня він брав участь в останній облозі та захопленні Лакгнау. Потім він був призначений заступником-помічником генерал-квартирмейстера в штабі дивізії держави Ауд сера Гоупа Гранта і брав участь у всіх операціях кампанії, включаючи дії в Барі, Сарсі, Навабганджі, захопленні Файзабада, захопленні Гомті та Султанпура. Восени і взимку 1858—1859 років він брав участь у кампаніях Байсвара, Транс-Гхагхари та Транс- Рапті, які завершилися повним придушенням повстання. За його заслуги він часто згадувався в депешах, і отримавши Індійську медаль за придушення повстання. Також Гарнет Джозеф Волслі був підвтщений до військового тимчасове звання майора 24 березня 1858 року та лейтенанта-полковника 26 квітня 1859 року.
Під час повстання Волслі демонстрував рішучу позицію щодо корінних народів, називаючи їх "звірячими нігерами «, і зауважуючи, що сипаї мали „бочки й бочки з брудом, який тече в жилах цих негрів“.
Волслі продовжував службу в штабі сера Гоупа Гранта в Ауді, і коли Грант був призначений командуючим британськими військами в англо-французькій експедиції до Китаю 1860 року (під час другої опіумної війни),  супроводжував його як заступник-помічник генерал-квартирмейстера. Джозеф Волслі також був присутній під час боїв під Син-го, взяття Тан-гу, штурму фортів Дагу , окупації Тяньцзіня, битви при Па-то-чео та вступу до Пекіну (під час якого було розпочато руйнування Старого літнього палацу китайських імператорів).  Він допоміг у повторній висадці британських військ до настання зими. Джозефа Волслі знову згадували в Посланнях, і за його заслуги він отримав медаль і дві застібки. Повернувшись додому, офіцер опублікував „Розповідь про війну з Китаєм“ у 1860 році . А 15 лютого 1861 року йому було присвоєно звання майора.

## Громадянська війна в США та служба в Канаді

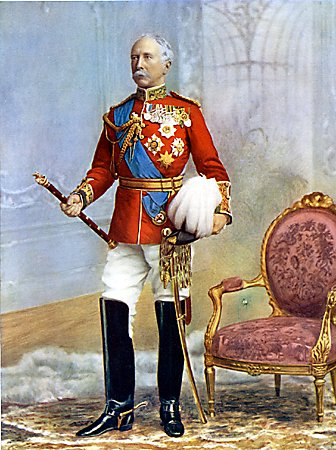
Фельдмаршал віконт Волслі

У 1862 році, невдовзі після битви під Антітамі, Волслі звільнився зі своїх військових обов'язків і вирушив розслідувати хід громадянської війни в США. Він подружився з прихильниками Півдня в Меріленді, які допомогли йому подолати шлях до Вірджинії з проривачем блокади через річку Потомак. Там він познайомився з генералами Робертом Едвардом Лі, Джеймсом Лонгстрітом та Стоунволом Джексоном.  Джозеф Волслі також надав аналіз бойових дій генерал-лейтенантові Натану Бедфорда Форресту. New Orleans Picayune (10 квітня 1892) опублікував десятисторінковий життєпис Волслі про Форреста, який опрацював головну інформацію зібрану про нього біографами того часу. Ця робота була опублікована в журналі Південного історичного товариства в тому ж році, і сьогодні її часто цитують. Волслі звернувся до ролі Форреста в битві при Форт-Піллоу біля Мемфіса, штат Теннессі в США, у квітні 1864 року, в якій, за деякими твердженнями, деякі афроамериканці у складі Кольорових військ США та білі офіцери були вбиті після завоювання Форт-Піллоу. Волслі писав: „Я не думаю, що той факт, що половина невеликого гарнізону захопленого штурмом місця була вбита або поранена, свідчить про якусь незвичайну кровожерливість з боку нападників“.
У листопаді 1861 року Волслі був одним з офіцерів спеціальної служби, направлених до провінції Канада у зв'язку з інцидентом <i id="mw_g">у Тренті</i>. Після закінчення Громадянської війни в Сполучених Штатах Америки Волслі повернувся до Канади, де 5 червня 1865 року  став бревет-полковником, а з того ж дня став помічником генерал-квартирмейстера в Канаді. Наступного року він брав активну участь у захисті Канади від феніанських набігів зі США. 1 жовтня 1867 року він був призначений заступником генерал-квартирмейстера в Канаді У 1869 році була опублікована його „Солдатська кишенькова книжка для польової служби“ , яка відтоді витримала багато видань. У 1870 році Гарнет Джозеф Волслі успішно керував експедицією на Ред-Рівер для встановлення суверенітету Канади над Північно-Західними територіями та Манітобою.  Провінція Манітоба увійшла до Канадської конфедерації, коли компанія Гудзонової затоки передала свій контроль над Землею Руперта уряду Домініону Канада. Британська та канадська влада проігнорувала Раду Ассінібої, що існувала раніше, і зірвала переговори з її заміною, тимчасовим повстанським урядом метисів на чолі з Луї Ріелем.  Кампанія з придушення повстання була ускладнена поганою комунікацією на той час. Форт Гаррі (нині Вінніпег), столиця Манітоби, був невеликим центром, відділеним від Онтаріо скелями та лісами регіону Канадського щита. Найпростіший шлях до Форт-Гаррі, який не проходив через Сполучені Штати Америки, пролягав через багато річок і озер, що простягалися на шістсот миль від Верхнього озера, якими нечасто перетиналися неаборигени, і де неможливо було поповнити власні припаси.  Чудові заходи та ретельна організація транспорту відображають велику заслугу командира (Гарнета Джозефа Волслі), який після повернення додому 22 грудня 1870 року був нагороджений орденом Святого Михайла та Святого Георгія, а також компаньйоном Ордена Лазні 13 березня 1871 року.

## Реформи Кардвелла
Призначений помічником генерал-ад'ютанта у Воєнному офісі в 1871 році, Гарнет Джозеф Волслі сприяв планам Кардвелла щодо реформування армії.  Нововведення зустріли сильний спротив з боку високопоставлених військових діячів на чолі з герцогом Джорджом Кембриджським, головнокомандуючим збройними силами.  В їх основі був намір значно розширити приховану силу армії шляхом створення резервів, як через запровадження законодавства про „коротку службу“ , яке дозволяло солдатам нести другу частину терміну військової служби в резерві, так і через введення міліційних (тобто нерегулярних) батальйонів до складу нової локалізованої полкової структури. Опір консерваторів у армії тривав, і на ряді наступних військових посад Волслі боровся публічно, а також у структурі армії за їх впровадження, довго ще після того, як законодавство було прийнято і Кардвелл пішов.  

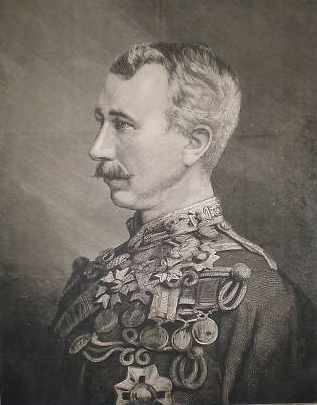
Гарнет Джозеф Волслі в 1874 році, з Illustrated London News

2 жовтня 1873 року Волслі був призначений губернатором британських західноафриканських поселень Сьєрра-Леоне та губернатором Золотого узбережжя. Як губернатор обох британських територій у Західній Африці, він відповідав за колонії Гамбії, Золотого Берегу та Західної, Східної та Північної Нігерії, і в цій ролі керував експедицією проти імперії Ашанті. Гарнет Джозеф Волслі вжив усіх заходів у Голд-Кості до прибуття військ у січні 1874 року. У битві при Амоафулі 31 січня експедиція Волслі розбила чисельно переважаючу армію вождя Аманкватії в чотиригодинному бою, просуваючись крізь густі чагарники у вільних квадратах. Після п'ятиденних боїв, які закінчилися битвою під Ордашем, британці увійшли до столиці Кумасі, яку вони спалили. Волслі завершив кампанію за два місяці  і повернув свої війська додому до початку холодного сезону. Ця кампанія зробила його відомим у Великій Британії. Гарнет Джозеф Волслі отримав подяку від обох палат парламенту та грант у розмірі 25 000 фунтів стерлінгів, 1 квітня 1874 року отримав військове звання генерал-майора за видатні заслуги в бойових діях, отримав медаль із застібкою та став кавалером Великого хреста Ордена Святого Михайла і Святого Георгія 31 березня 1874 року і кавалер-командором Ордена Лазні. Свобода міста Лондона була дарована йому мечем честі, і Гарнет Джозеф Волслі став почесним доктором Оксфордського та доктором права Кембриджського університетів.

## Генерал-інспектор допоміжних військ та наступні кампанії
Після повернення додому Гарнет Джозеф Волслі був призначений генерал-інспектором допоміжних військ з 1 квітня 1874 року. Виконуючи свою роль у допоміжних силах, він спрямовував свої зусилля на формування відповідних добровольчих резервних сил. Виявивши опір старшого військового керівництва, він написав сильний меморандум і погрожував своєю відставкою, коли вони намагалися переконати його відкликати її.  Волслі став довічним прихильником добровольчих резервів, пізніше зазначивши, що всі військові реформи в британській армії з 1860 року вперше були запроваджені добровольцями.  Невдовзі, внаслідок заворушень корінного населення в Наталі, 24 лютого 1875 року його було відправлено до цієї колонії на посаду губернатора та генерал-командувача.
Волслі прийняв місце в Раді Індії в листопаді 1876 року та 1 жовтня 1877 року отримав військове звання генерал-майора. 25 березня 1878 року він отримав звання генерал-лейтенанта 12 липня 1878 року Гарнет Джозеф Волслі був призначений першим Верховним комісаром Кіпру, щойно придбаного британського володіння.
У наступному році його відправили до Південної Африки, щоб замінити лорда Челмсфорда, який командував військами у англо-залуській війні , а також був губернатором Наталу і Трансваалю та Верховним комісаром Південної Африки. Волслі зі своїми прихильниками „Кільця Ашанті“ відправили до Дурбану. Але прибувши в липні, виявив, що зулуська війна практично закінчилася.  Через деякий час Гарнет Джозеф Волслі вирушив до Трансваалю. Під час служби в Південній Африці 4 червня 1879 року він отримав звання генерала. Реорганізувавши там адміністрацію та підпорядкувавши короля Бапеді Секухуне, повернувся до Лондона в травні 1880 року. За свої заслуги в Південній Африці Волслі був нагороджений Південно-Африканської медаллю із застібкою і 19 червня 1880 року отримав звання кавалера Великого хреста ордена Лазні. Нарешті, ніби на знак стрімкого зростання імперської пошани, 1 липня 1880 року Гарнета Джозефа Волслі було призначено генерал-квартирмейстером військ. Він виявив, що все ще існує великий опір скороченому терміну військової служби і використав свою зростаючу популярність, щоб підтримати реформи Кардвелла, особливо щодо створення резервів, включаючи промову на бенкеті в маєтку, в якій він прокоментував: „…як армія, вирощена за системою тривалої служби, повністю зникла за кілька місяців під мурами Севастополя“. 

## Єгипет, Нільська експедиція та головнокомандувач

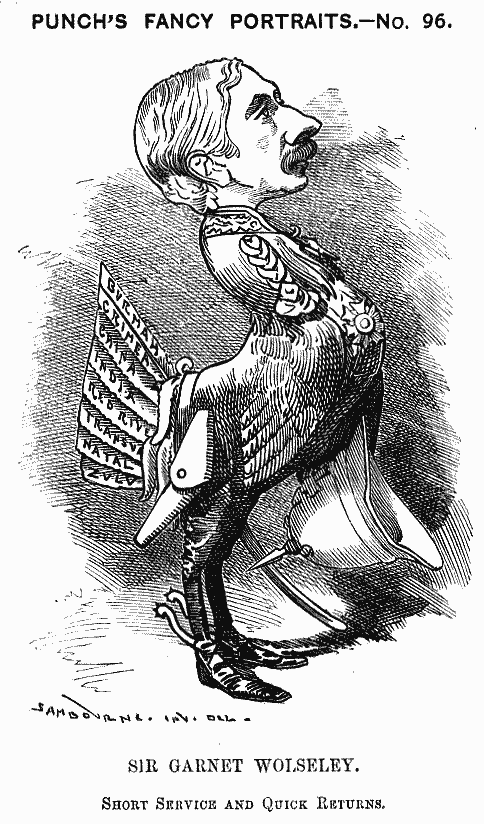
1882 рік, карикатура з Панча

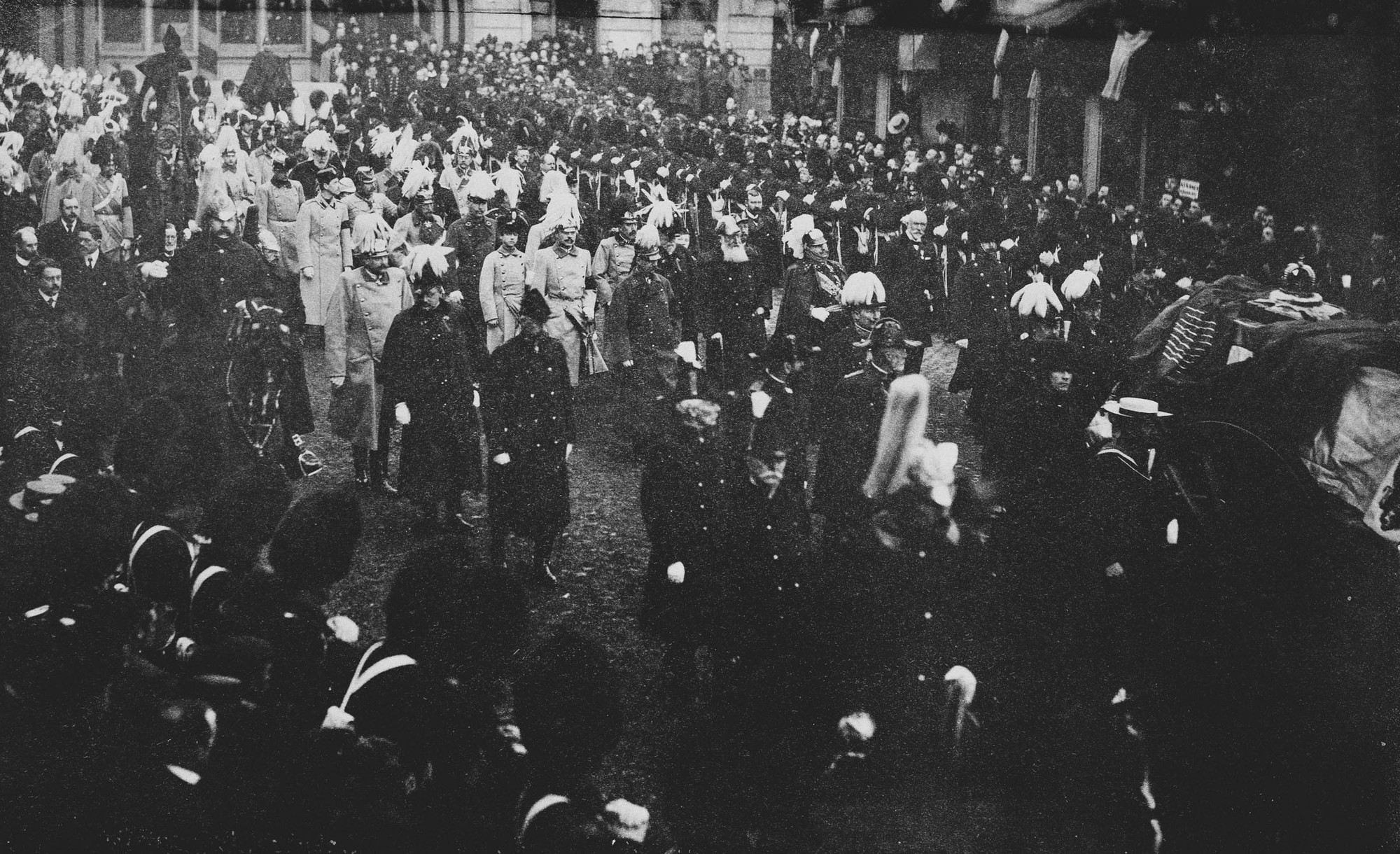
Похоронна процесія королеви Вікторії

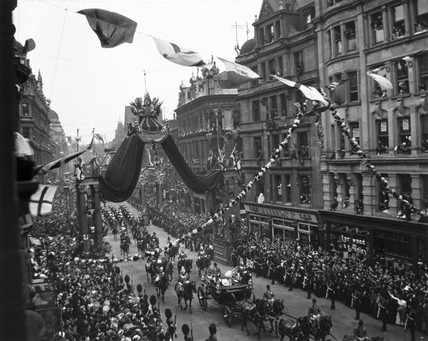
Коронаційна процесія Едуарда VII в Лондоні 9 серпня 1902 року

1 квітня 1882 року Волслі був призначений генерал-ад'ютантом військ, а в серпні того ж року йому було передано командування британськими військами в Єгипті під керівництвом Хедіва Тауфіка для придушення повстання Урабі.  Захопивши Суецький канал, він потім висадив свої війська в Ісмаїлії та після дуже короткої кампанії повністю розгромив Орабі-пашу в битві біля Тель-ель-Кебірі, тим самим придушивши ще одне повстання.  За свої заслуги Гарнет Джозеф Волслі отримав чин генерала 18 листопада і здобув звання барона Волслі з Каїра та Волслі в графстві Стаффорд. Він також отримав подяку парламенту та Єгипетську медаль із застібкою; орден Османіє першого ступеня, наданий єгипетським хедивом; і більш сумнівну відзнаку композиції на його честь від поета Вільяма Топаза Макгонегелла.
1 вересня 1884 року Волслі знову був відкликаний з посади генерал-ад'ютанта, щоб командувати Нільською експедицією для надання допомоги генералу Гордону та обложеному гарнізону в Хартумі. Незвичайна стратегія Волслі полягала в тому, щоб здійснити експедицію на човні вгору по Нілу, а потім перетнути пустелю до Хартума, тоді як морські човни прямували до Хартума. Експедиція прибула надто пізно; Хартум було взято, а Чарльза Гордона було вбито.  Навесні 1885 року виникли ускладнення з імперською Росією через інцидент у Панджде, і послідувало відкликання цієї конкретної експедиції. За свої заслуги там він отримав дві застібки на вже вручені єгипетські медалі та подяку парламенту. 28 вересня 1885 року Гарнет Джозеф був призначений віконтом Волслі, Волслі в графстві Стаффорд,  і отримав титул лицаря ордена Святого Патрика. На запрошення королеви восени 1888 року родина Волслі переїхала зі свого колишнього будинку на Гілл-стріт, 6, у Лондоні, до набагато величнішого Будинку рейнджерів у Гринвічі .
Волслі продовжував працювати у Воєнному офісі на посаді генерал-ад'ютанта Збройних сил до 1890 року, коли він став Головнокомандувачем Ірландії.  Він отримав звання фельдмаршала 26 травня 1894 року і був призначений консервативним урядом наступником герцога Кембриджського на посаді Головнокомандувача Збройними силами 1 листопада 1895 року. Це була посада, на яку його великий досвід у бойових діях і попередні значні успіхи безпосередньо у воєнному офісі давали йому повне право, але це ставало дедалі неактуальним. Проте повноваження фельдмаршала віконта Волслі на цій посаді були обмежені новим наказом у Раді, і після того, як він протримався на цій посаді більше п'яти років, Волслі передав командування своєму колезі-фельдмаршалу, графу Робертсу, 3 січня 1901 року. У 1897 році Гарнет Джозеф Волслі також переніс серйозну хворобу, від якої так і не одужав. 
Несподівано великі сили, необхідні для початкової фази другої англо-бурської війни, були забезпечені, головним чином, за допомогою системи резервів, створеної Волслі. Залучаючи звичайних резервістів і добровольців, Велика Британія змогла зібрати найбільшу армію, яку вона коли-небудь розгортала за кордоном. Проте нові умови у військовому відомстві йому не сподобалися. Кульмінацією фіаско, яке тепер називається Чорний тиждень, стало його звільнення на Різдво 1900 року. Після звільнення від виконання обов'язків Волслі у своїй промові виніс це питання перед Палатою лордів.
Лорд Волслі мав честь обіймати офіційну посаду охоронця у британському королівському домі (Gold Stick and Silver Stick), як особистий помічник суверена під час урочистих подій королеви Вікторії. Тому він брав участь у похоронній процесії після смерті королеви Вікторії в лютому 1901 року. Також Гарнет Джозеф Волслі був у статусі особистого помічника суверена під час урочистостей з нагоди коронації короля Едуарда в серпні 1902 року.

### Почесні та королівські доручення

Герб віконта Волслі: срібло, червоно-червоний тальбот, кефаль, для відмінності

На початку 1901 року король Едуард призначив лорда Волслі очолити спеціальну дипломатичну місію до урядів Австро-Угорщини, Румунії, Сербії, Османської імперії та Греції з урочистим оголошенням про вступ на посаду короля. Під час свого візиту до Константинополя султан вручив йому орден Османіє в діамантах.
Гарнет Джозеф Волслі був одним із перших нагороджених орденом Заслуг в списку коронаційних почестей 1902 року, опублікованому 26 червня 1902 року, і отримав орден особисто від короля Едуарда VII у Букінгемському палаці 8 серпня 1902 року. За службу в добровольчих силах 11 серпня 1903 року він був нагороджений орденом офіцерів-добровольців. Волслі також був почесним полковником 23-го Міддлсекського полку з 12 травня 1883 року, почесним полковником Королівської стрілецької добровольчої бригади Королівського шотландського полку (Лотіанського полку) з 24 квітня 1889 року, полковником Королівської кінної гвардії з 29 березня 1895 року і обер-полковник Королівського Ірландського полку з 20 липня 1898 року.
У відставці Гарнет Джозеф Волслі був членом ради пароплавної компанії Union-Castle.

## Тунель під Ла-Маншем

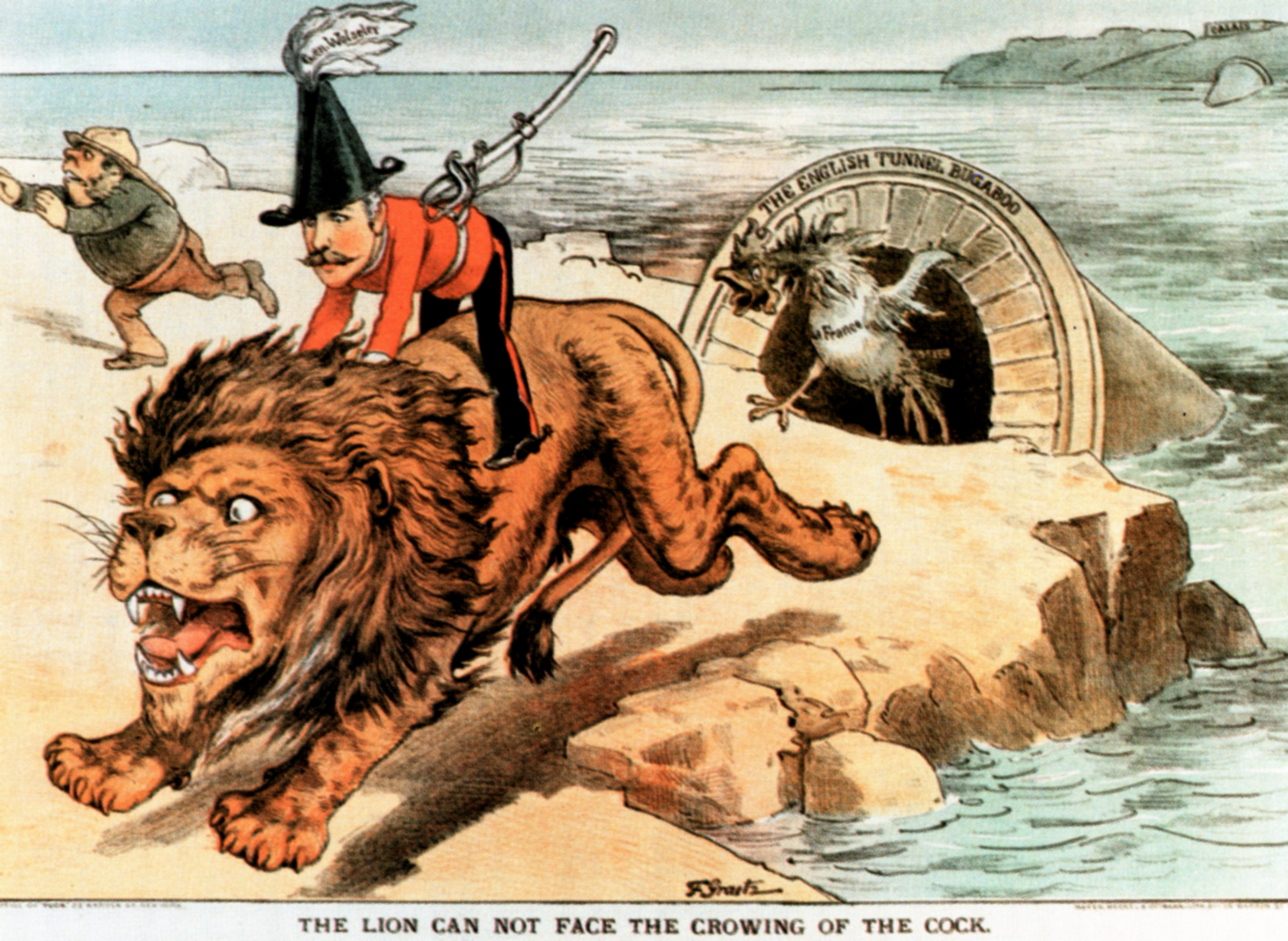
Генерал Волслі верхи на леві, що втікає. Опубліковано в американському гумористичному журналі «Puck» (бл. 1885).

Волслі був категорично проти спроби сера Едварда Воткіна побудувати тунель під Ла-Маншем. Він надав докази парламентській комісії, що будівництво може бути «катастрофічним для Англії», він додав, що «незалежно від того, які укріплення та оборонні споруди були побудовані, завжди буде небезпека того, що якась континентальна армія зненацька захопить вихід з тунелю». Щоб задовольнити його заперечення, були висунуті різні хитрощі, включаючи петлю лінії на віадуку від Дуврських скель і назад у них, щоб з'єднання могло бомбардуватися за бажанням Королівським флотом. Через сукупність причин мало пройти понад 100 років, перш ніж було встановлено постійний зв'язок.

## Особисте життя та смерть

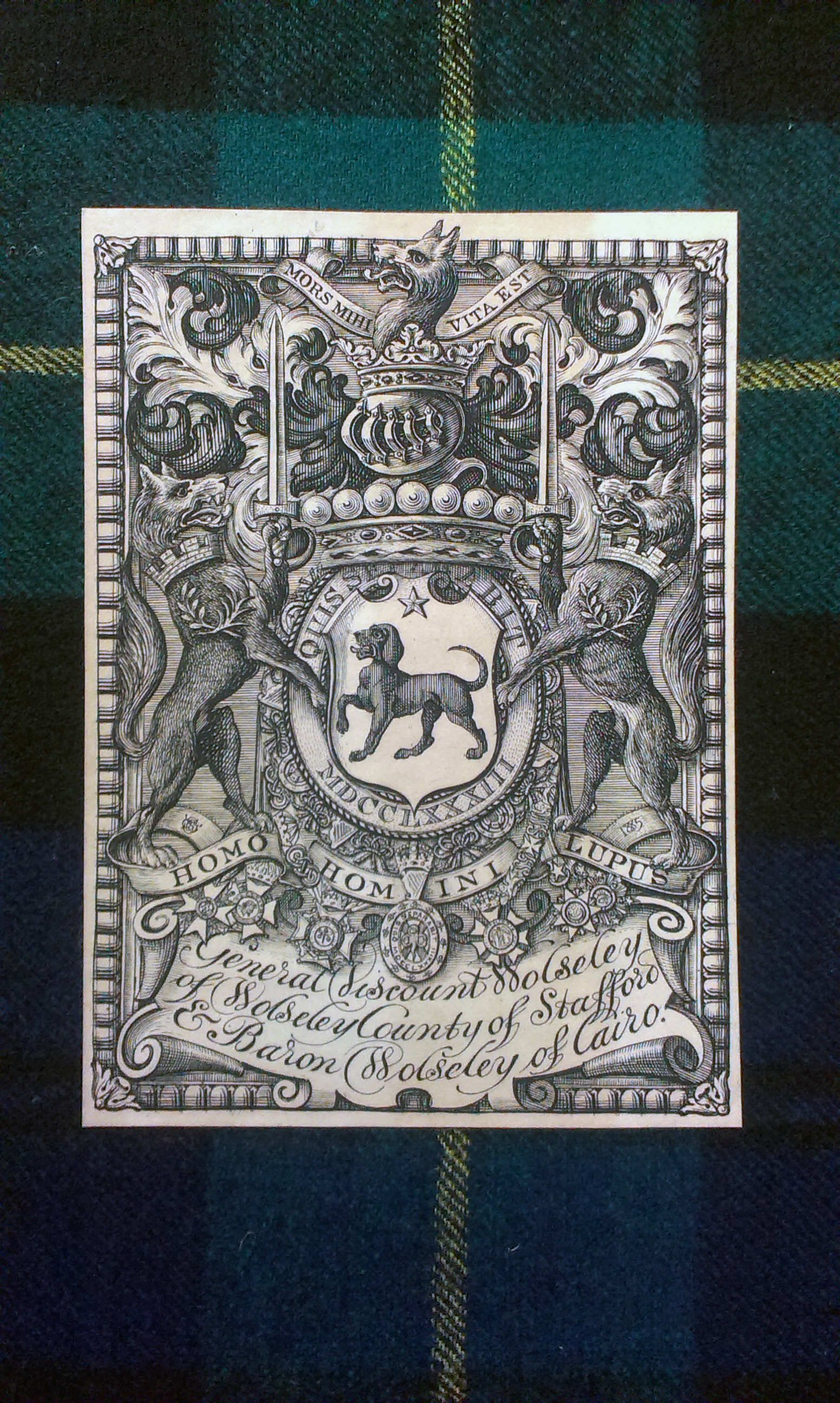
Екслібрис з гербом Гарнета Джозефа Волслі.

34-річний Волслі одружився у 1867 році з Луїзою (1843—1920), донькою містера А. Ерскіна.  Єдина дитина, Френсіс (1872—1936), що народилася у шлюбі, стала письменницею та заснувала Коледж для Леді Садівниць у Глайнді. Донька стала спадкоємицею віконтства за спеціальним правилом, але воно припинилось після її смерті. 
У пізні роки життя лорд і леді Волслі жили в комфортабельній квартирі в палаці Гемптон-Корт. Гарнет Джозеф з дружиною Луїзою зиму проводили на Віллі Туретт муніціпалітеті Ментоні на Французькій Рив'єрі, де генерал захворів на грип і помер 26 березня 1913 року на 80-му році життя.
Гарнета Джозефа Волслі поховали 31 березня 1913 року в крипті собору Святого Павла під музику, яку грав оркестр 2-го батальйону Королівського ірландського полку, першим полковником якого він був.  

## Спадщина

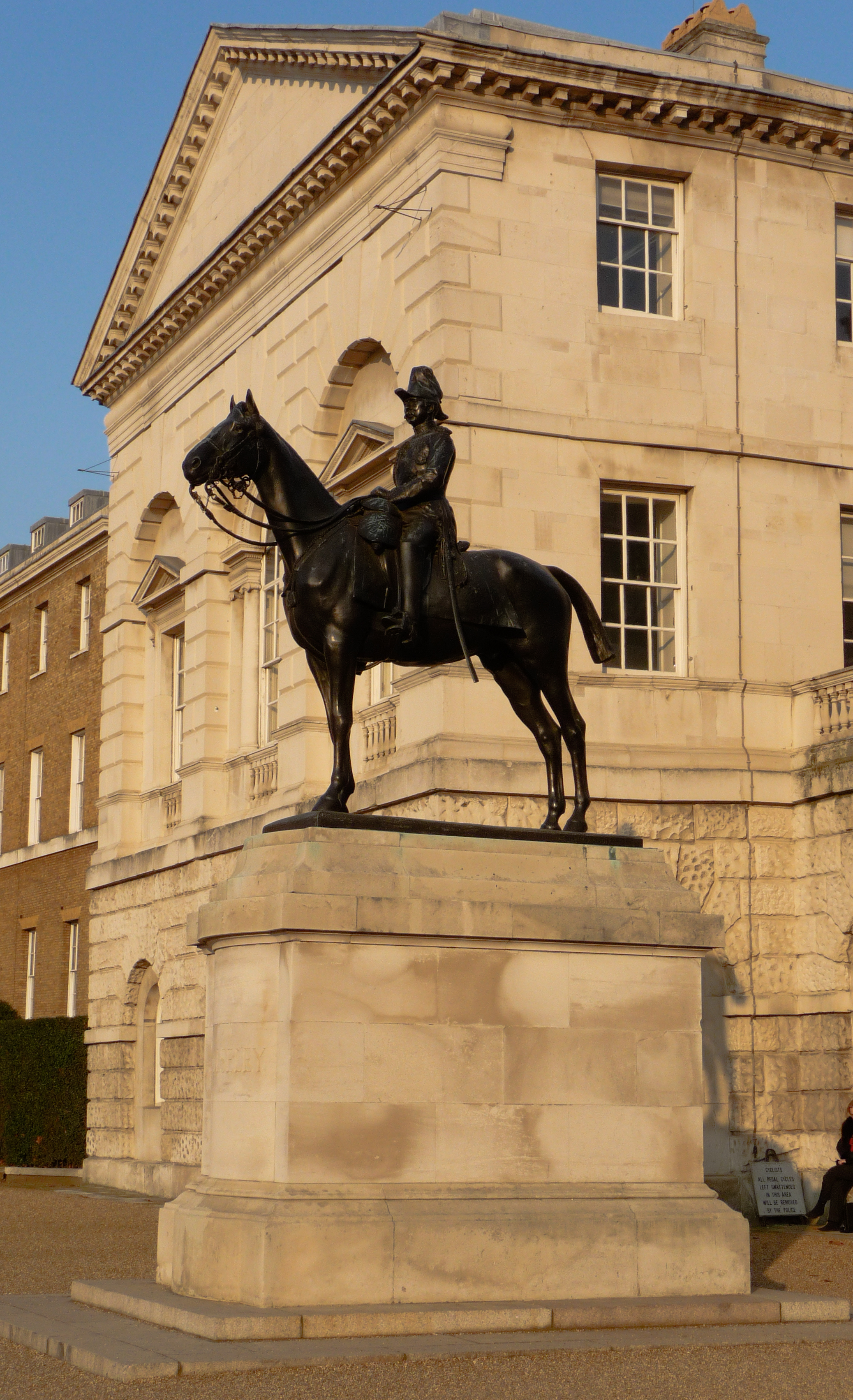
Кінна статуя фельдмаршала лорда Волслі, скульптор Госкомб Джон, парад кінної гвардії (2008)

На параді Кінної гвардії в Лондоні встановлена кінна статуя Волслі. Його вилив сер Вільям Госкомб Джон Р. А.  і спорудив у 1920 році. Wolseley Barracks у Лондоні, Онтаріо, є канадською військовою базою (нині офіційно відома як ASU London), заснована в 1886 році. Він розташований на місці Wolseley Hall, першої будівлі, побудованої канадським урядом спеціально для розміщення елементу нещодавно створених Постійних сил. Казарми Волслі були постійно зайняті канадською армією з моменту їх створення, і в них завжди перебували окремі частини Королівського канадського полку. В даний час Wolseley Hall займає музей Королівського канадського полку та 4-й батальйон полку, серед інших орендарів. Білий корковий шолом, який носять як частину повної уніформи RCR та багатьох інших канадських полків, відомий як шолом Волслі.  Будинок також є приміщенням для старших хлопчиків у Королівській військовій школі герцога Йоркського.

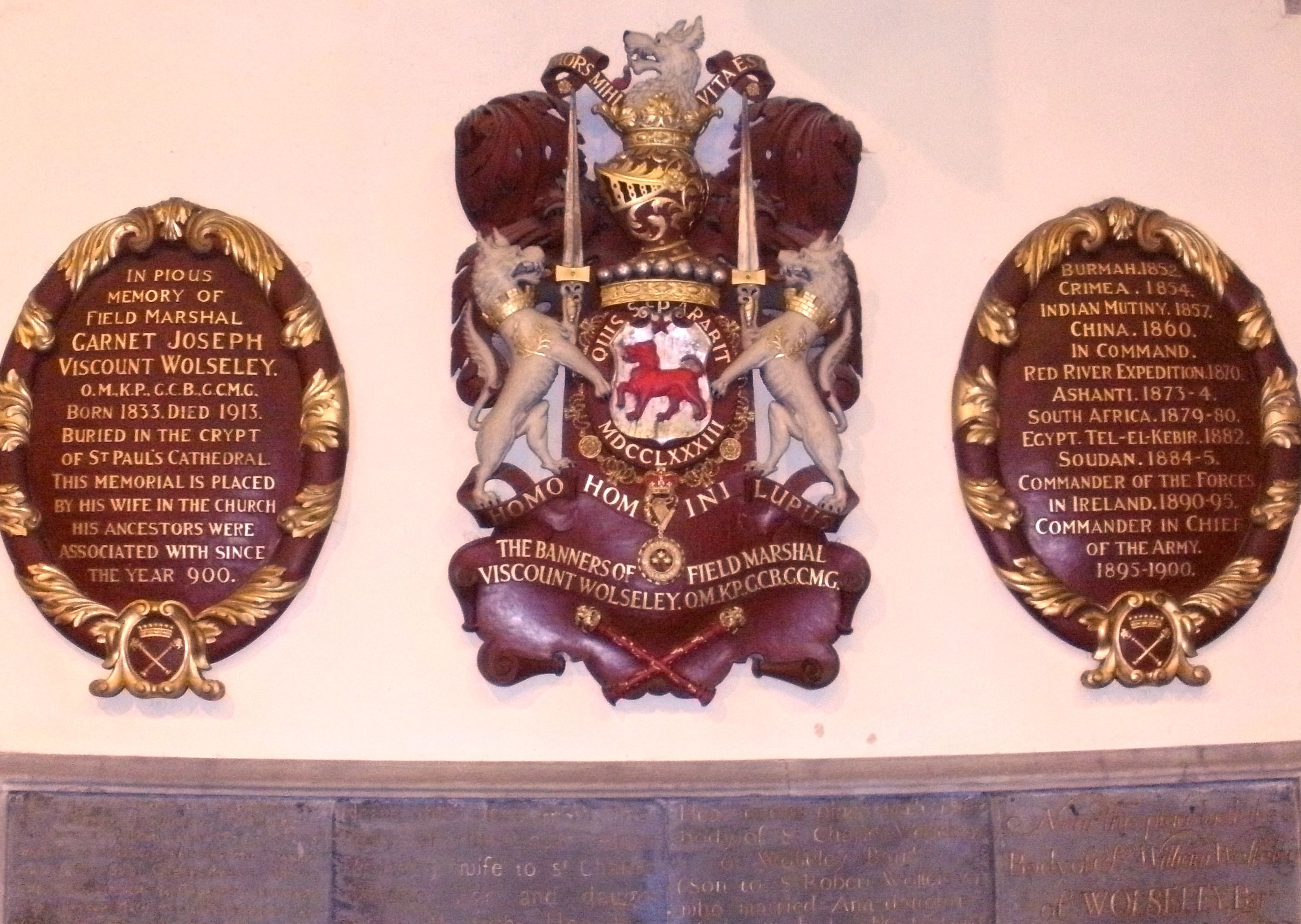
Меморіал лорда Волслі в церкві Святого Михайла та всіх ангелів у Колвічі, Стаффордшир

На честь фельдмаршала лорда Волслі встановлено табличку в церкві Святого Михайла та всіх ангелів у Колвічі, графство Стаффордшир, неподалік від Шагборо-Голлу та парку Волслі в Колвічі, поблизу Руглі. Церква була місцем поховання баронетів Волслі з Волслі-парку, родового будинку родини Волслі.
Вільям Ш. Гілберт, член музичного товариства Гілберт і Салліван, спеціально створив образ генерал-майора Стенлі в опереті «Пірати Пензенса» на Волслі, як і Джордж Гроссміт, актор, який першим зіграв його роль у першій постановці.  В іншій опереті Гілберта та Саллівана, "Терпіння ", полковник Калверлі хвалить Волслі у фразі: «Вміння сера Гарнета бити канібала».

Паб «Сер Гарнет» у 1883 році

Житлові райони Волслі у Вінніпезі провінції Манітоба в Канаді, розташовані в західній центральній частині міста та Волслі провінції Саскачеван у Канаді, названі на його честь. Місто Волслі у Західному Кейпі Південної Африки, названо на честь сера Гарнета Джозефа Волслі. Цей населений пункт був заснований на фермі Goedgevonden у 1875 році та отримав муніципальний статус у 1955 році; до цього вона була відома як дорога Церери. 
Паб Sir Garnet у центрі Норвіча в графстві Норфоле з видом на історичну ринкову площу та міську ратушу названий на честь фельдмаршала лорда Волслі. Паб відкрився приблизно в 1861 році та прийняв назву Сер Гарнет Волслі у 1874 році, після короткого закриття (2011—2012) змінив нахву на Сер Гарнет.
У Гані Волслі відомий під іменем «Сарґренті». Він зображений як лиходій у романі 2014 року «Хлопчик, який плюнув в око Сарґренті» південноафриканського письменника Ману Гербштейна. Ця історія є вигаданою розповіддю про англо-ашантську війну, розказана з позиції хлопчика-ашанті на ім'я Кофі Г'ян.
Уніформа Волслі, жезл фельдмаршала та сувеніри з його різних кампаній зберігаються в колекціях музею Гленбоу в Калгарі, Альберта в Канаді. Волслі підтримував глибокий інтерес до видатних особистостей у ранньомодерній європейській історії та збирав предмети, пов'язані з багатьма з них (наприклад, скринька від сера Френсіса Дрейка, годинник, пов'язаний з Олівером Кромвелем, похоронний значок для адмірала Гораціо Нельсона та особиста табакерка генерала Джеймса Вольфа). Ці речі також зберігаються в цій колекції.
На знак визнання його успіху виник вислів: "весь сер Гарнет ", що означає; що все в порядку. 

## Вибрані публікації віконта Волслі
- The Story of a Soldier's Life. Т. I. New York: Charles Scribner's Sons. 1903.
- The Story of a Soldier's Life. Т. II. New York: Charles Scribner's Sons. 1904.
- General Lee. Macmillan's Magazine. 55 (329): 321—331. March 1887.
- Narrative of the war with China in 1860. Longman, Green. 1862.
- The soldier's pocket-book of field service. Macmillan and Co. 1874.
- The life of John Churchill, Duke of Marlborough, to the accession of Queen Anne. 1894.
- The decline and fall of Napoleon. Pall Mall magazine library. Roberts Bros. 1895.[83]
- The story of a soldier's life. A. Constable & Co. 1903.
- General Lee. Press of C. Mann printing company. 1906.
- Letters of Lord and Lady Wolseley, 1870–1911, ed. by Sir George Arthur. 1922.
- American Civil War, an English view, writings of Viscount Wolseley, selected & ed. by James A. Rawley. 1964.
- Preston, Adrian W., ред. (1967). In relief of Gordon: Lord Wolseley's campaign journal of the Khartoum Relief Expedition, 1884–1885.
- Preston, Adrian W., ред. (1973). South African journal of Sir Garnet Wolseley, 1879–1880.

### Першоджерела
- Wolseley, 1903
- Wolseley, 1904